# 小貫頼久
小貫 頼久（おぬき よりひさ）は、戦国時代から安土桃山時代にかけての武将。佐竹氏の家臣。出羽国久保田藩家老。義弟に須田盛久。

## 出自
小貫氏は鎮守府将軍藤原秀郷より20代目にあたる小野崎氏13代当主・小野崎通春の次男・小貫通伯を祖とする武門の末裔。小野崎氏が2代・小野崎通長より佐竹氏に臣従して以来の佐竹氏の重臣の一門である。

## 生涯

### 義重時代
天文13年（1544年）、小貫頼俊の子として誕生。永禄12年（1569年）、常陸国南部国境を境に敵対する北条氏政と同盟した上杉謙信に対し（越相同盟）、頼久は対北条政策として謙信との交渉を任される。これにより義重は、元亀3年（1572年）2月、謙信と和平を結ぶことに成功するが、上杉氏と同盟を結んだことで佐竹氏と甲斐武田氏との間で政治的緊張が生まれる。そこで義重は、同年12月、再び頼久（この時の名は頼安）を使者として甲斐に遣わし、武田信玄との交際を復活させることにも成功した。
佐竹氏の重要な外交交渉を任されていた頼久だが、軍事面では佐竹氏（源氏系）が大掾氏（平氏系）他諸氏を滅ぼし、常陸南部の軍事・経済の要衝として築城した堀之内大台城城代を任されている。大台城は大掾氏及び南方三十三館国人衆拠点に対する前線基地としての機能を備えており、佐竹氏の常南支配のための巨大な拠点城郭であった。頼久は大掾氏の遺臣を家臣の列に加えるなど苦心するも、大台城は佐竹氏秋田転封後、大掾氏遺臣や旧領民に破壊されている。
一方で、関東・東北の情勢は、陸奥国の蘆名盛氏、下総国の結城晴朝、相模国・武蔵国の北条氏政・氏直父子などの従来の諸勢力に加え、陸奥の伊達政宗の台頭が看過できないほどに影響力を増し、義重は奥州の諸大名連合軍に参加、跡継ぎの絶えた蘆名氏に次男・蘆名義広を養子として入れるなど、外交政策を反政宗体制重視に移行するに至る。
天正17年（1589年）、蘆名義広は摺上原の戦いにおいて伊達氏に大敗を喫し、白河結城氏、石川氏といった陸奥南部の諸大名は伊達氏に寝返る。これにより佐竹氏は南から北条氏直、北から伊達政宗という2大勢力に挟まれ、滅亡の危機に立たされた。ここにあって同年、義重は長男・義宣に家督を譲って隠居した。が、なおも実権は握ったままであった。

### 義宣時代
この頃、中央では豊臣秀吉による天下統一事業がほぼ完成を見ており、天正18年（1590年）、かねてから懇意にしていた豊臣秀吉の対北条戦・小田原征伐が始まると、義重は義宣と共に小田原の秀吉に参陣し、石田三成による武蔵忍城攻めに加わった。その後、奥州仕置にも従ったことから、義重は秀吉から常陸54万5000石の支配権を認められ、一気に状況を挽回することに成功した。直後、秀吉の後押しもあって常陸国内の反乱分子を一挙に駆逐し、常陸統一を成し遂げる。常陸平定後、頼久は文禄の役にも参戦・渡海した。
文禄4年（1595年）の知行割替で佐竹家の三奉行の一人に選任。頼久は、和田昭為、同族の人見藤道と共に義宣の三奉行として佐竹家を支え、頼久自身は特に外交面において才能を発揮した。

### 久保田藩時代
慶長5年（1600年）の関ヶ原の戦いでは、義宣はかねてから懇意にあった石田三成の西軍に付こうとしたが、時流を見ていた父・義重は徳川家康の東軍に与するように述べ、父子は対立する。このため、義宣はどちらにも付くともいえない曖昧な態度を取り、戦後の慶長7年（1602年）に佐竹氏は出羽久保田20万5000石に減転封された。この減転封に伴い、頼久も秋田に赴いた。そのため、小貫氏・小野崎氏は茨城県、秋田県に多いといわれ、茨城県には小貫の地名を冠した土地や建物が多く、また秋田藩には小貫家が列名している。
慶長8年（1603年）、死去。佐竹義重とはほぼ同時期に生誕・死去しており、佐竹氏全盛期を築き上げた義重の行跡を共に経験した。